# 지혈제
지혈제(止血劑)는 출혈증상을 멈추게 하도록 쓰이는 약이다.

가벼운 상처에는 소독 후 국소압박 만으로도 충분하므로 지혈제 사용이 추천되지 않으나, 예외적으로 혈우병이라 통칭되는 혈액응고장애를 앓는 경우라면 작은 상처라도 써야 한다. 또한 정맥이라도 큰 혈관이거나, 혹은 지혈이 어려운 동맥으로부터 출혈이 발생중인 중상자에게도 지혈제가 필요하다.

## 종류

### 혈액을 직접응고시키는 것
알루미늄염 · 염화 철액 · 타닌 등의 수렴제

### 혈액응고를촉진시키는 것
칼슘 · 트롬빈 · 비타민C · 비타민K 등

### 혈관을수축시키는 것
아드레날린 · 맥각 등

### 혈액의삼투압또는점도를 높이는 것
포도당액 · 젤라틴 등

## 같이 보기
- 지혈